# Jean-Pierre Darmon
Pour les articles homonymes, voir Darmon.
Jean-Pierre Darmon, né le 2 octobre 1934, est un historien et archéologue français, spécialiste des mosaïques romaines.

## Biographie
Jean-Pierre Darmon a enseigné à l'université de Tunis de 1961 à 1967, puis été attaché au CNRS de 1969 à 2000.

## Publications
- Recueil général des mosaïques de Gaule, province de Lyonnaise : 10e supplément à Gallia, vol. 5, CNRS, 1994
- La mosaïque de Lillebonne, Musée des Antiquités, 1976
- « Les restaurations modernes de la grande mosaïque de Lillebonne (Seine-Maritime) », Gallia, vol. 36, no 1,‎ 1978, p. 65-88 (lire en ligne)
- avec Catherine Balmelle, La mosaïque dans les Gaules romaines, A&J Picard, 2017

## Prix
- Prix du Budget 2018[2].

### Archives
- Inventaire du fonds d'archives de Jean-Pierre Darmon conservé à La contemporaine.